# Simulant de régolithe lunaire

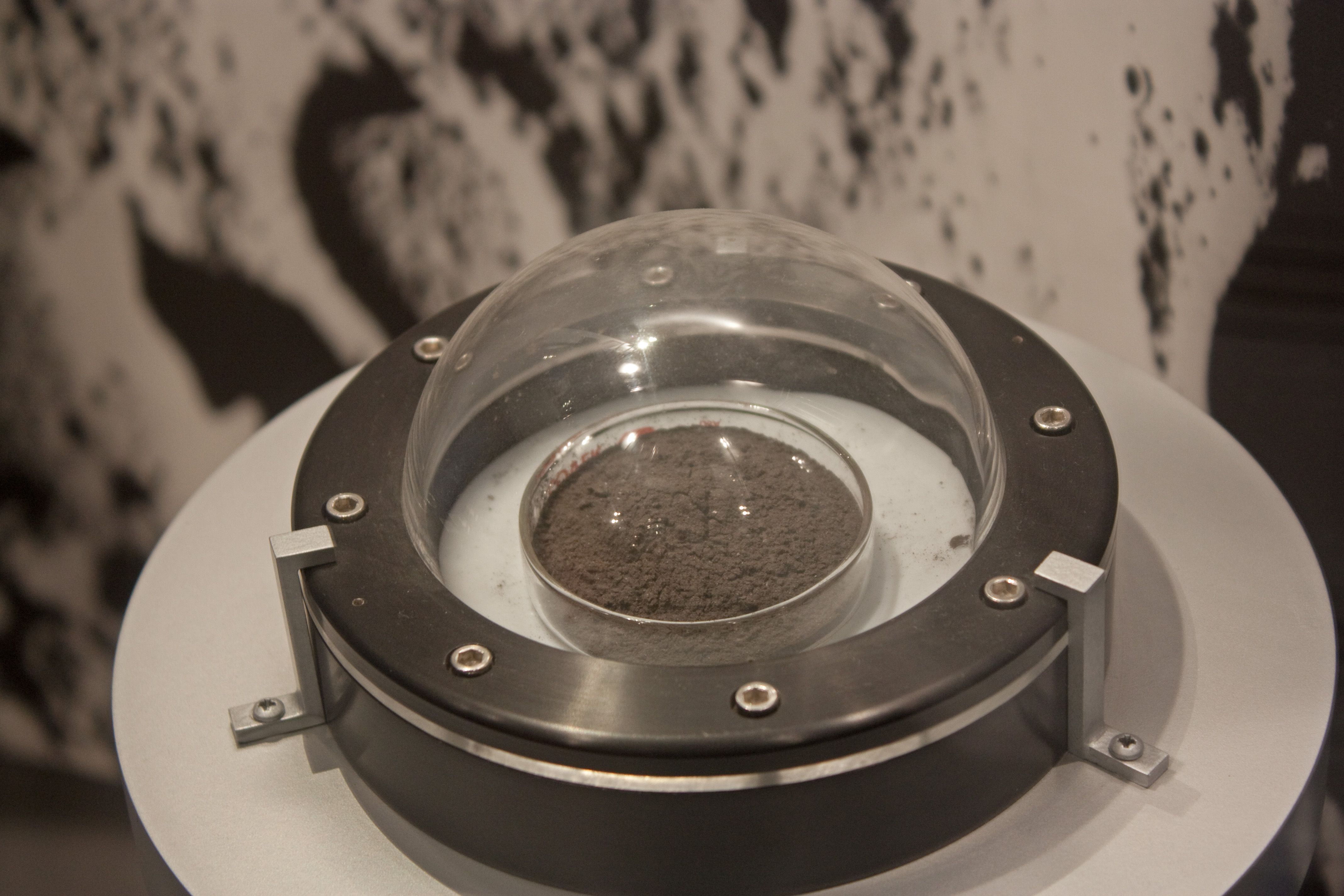
Échantillon 70050 de régolithe lunaire rapporté par Apollo 17. Les simulants de régolithe lunaire ont pour but de reproduire certaines des propriétés de ce genre de poussière lunaire.

Un simulant de régolithe lunaire, ou simulant de sol lunaire, est un matériau créé pour imiter certaines propriétés du régolithe lunaire utilisé en général dans un but scientifique. Les propriétés à imiter varient selon les expériences scientifiques à réaliser, le besoin peut être de reproduire les caractéristiques chimiques, mécaniques, minéralogiques du sol lunaire ou encore la granulométrie, les frictions relatives des particules ou d'autres propriétés plus complexes.
Les simulants de régolithe, parce qu'ils ont un matériau à visée scientifique, ne sont pas produits en masse. Les premiers ont été conçus durant la course à l'espace, alors que peu de choses étaient connues de la composition des régolithes extraterrestres. Par la suite, l'arrivée d'échantillons de sol lunaire ramenés par les missions Apollo, a permis de créer de meilleurs simulants. Après la fin des missions habitées pour la Lune en 1973, la production de simulants a chuté de manière drastique. Avec la relance de projets de bases lunaires en 2004-2005, la demande en simulant a augmenté de manière forte et la recherche de matériaux plus fidèles, plus adaptés et standardisés a re-dynamisé le domaine.
Reproduire tout ou partie des propriétés du régolithe lunaire est important en premier lieu car les échantillons de sol ramenés de la Lune sont trop rares et trop petits pour pouvoir être utilisés dans des projets de recherche et de développement : par exemple les demandes des branches de l'ingénierie spatiale sont très importantes et le volume de régolithe requis pour tester un rover n'existe pas sur Terre.
Ces matériaux de simulation sont majoritairement employés par le domaine de l'utilisation des ressources in situ (URIS) et par l'ingénierie spatiale. Le premier domaine se concentre sur l'extraction, la transformation et la production de produits et matériaux issus du sol lunaire et demande des quantités en général faible de simulant mais dont les propriétés peuvent être très difficiles à reproduire. Le deuxième domaine peut concerner des sujets aussi divers que la manutention, l'excavation, le transport sur place, la mise en œuvre d'équipement adapté et résistant à la poussière, etc.

## Historique
Le premier simulant de régolithe lunaire remonte aux années 1960, et a été développé par David Carrier dans le but de tester des techniques de forage. Ce simulant était très simple puisque constitué de sable de League City et de kaolinite, deux composants locaux facilement disponibles ; ses propriétés géotechniques étaient similaires à la surface lunaire mais absolument dissemblables au vrai régolithe en tout autre point. De la même manière le premier simulant de poussière lunaire utilisé pour tester la résistance à l'abrasion des combinaisons était trop dissemblable du sol lunaire : toutes les modifications apportées préventivement sur les joints des équipements étaient inadaptées aux conditions réelles.

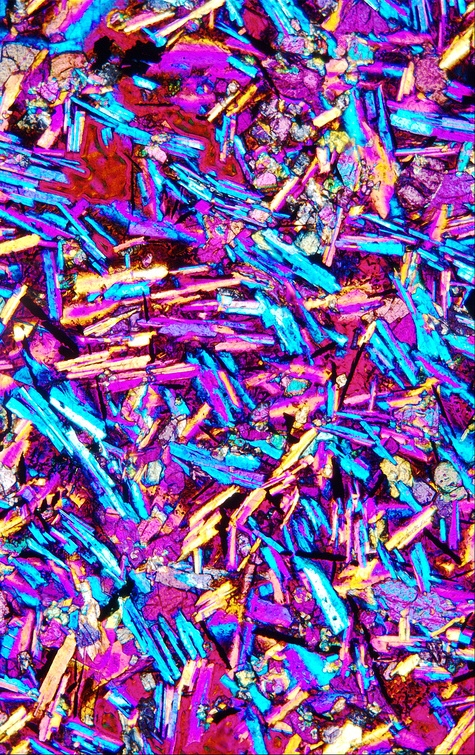
Photo de plagioclases et de pyroxène composant une roche de basalte prise avec polariseurs croisés et une plaque de gypse. La plupart des simulants sont issus de roches basaltiques réduites en poudre avec d'autres minéraux en supplément.

Après le retour de la mission Apollo 11, les premiers échantillons de sol lunaire exploitables permettent de connaître la composition réelle du régolithe, ainsi que ses propriétés physico-chimiques. Pour mieux s'approcher de la teneur de titane des échantillons rapportés, Paul Weiblen de l'Université du Minnesota développe en 1971 le MLS-1, pour Minnesota Lunar Simulant 1, à partir d'une roche basaltique extraite d'une carrière de Duluth dont la proportion de TiO2 est la plus haute sur Terre. Ce simulant contient en particulier une proportion notable d'ilménite. Les minéraux et les tailles de grains ressemblent à la chimie de la mission Apollo 11 (plus précisément, des échantillons de sol 10084)[réf. nécessaire], mais la similitude demeure limitée : la teneur en Ti est deux fois moins grande que celle des échantillons Apollo, et pour reproduire la présence de verre dans le régolithe, Weiblen a mélangé une part de basalte natif et une part préalablement passée dans un four à 6 000 °C pour obtenir une poudre contenant à la fois des cristaux et des particules amorphes. Ce processus permettait de s'approcher des échantillons rapportés par Apollo 11 mais la minéralogie, la géotechnique et la granulométrie du MSL-1 en était encore loin.
Alors que jusqu'à 1985 les simulants développés le sont dans des proportions très réduites, souvent pour une application bien particulière avec une quantité juste adaptée aux besoins du chercheur concerné par l'expérimentation mise en jeu, l'arrivée du MLS-1 et de sa mise à disposition plus globale pour l'ensemble des chercheurs intéressés en 1988 change la donne au niveau des quantités et des modes de production de simulants.
En 1993, un nouveau simulant est développé, le JSC-1, pour s'approcher de la composition des maria. À la différence du MLS-1, il simule un sol pauvre en titane et à haute teneur en verre ce qui le rapproche mieux des échantillons Apollo dont les particules ont tendance à s'agréger. Ce simulant est une cendre basaltique minée dans le champ volcanique de San Francisco, à proximité de Flagstaff, dont la source a été sélectionnée notamment pour sa disponibilité en grande quantité et pour sa composition à moitié faite de verre friable d'origine basaltique. En réalité les résultats présentés par l'équipe ayant développé le JSC-1 montrent une similitude de composition chimique entre le JSC-1 et l'échantillon 14163, ramené par Apollo 14 et n'étant pas issu d'une mare : ce simulant, pourtant présenté pendant des années comme correctement représentatif du régolithe des mers lunaires, n'est en fait typique que d'une petite partie du sol de l'astre, sa ressemblance minéralogique au régolithe lunaire est seulement partielle.
Outre le JSC-1, dont quinze à vingt-cinq tonnes furent produites, jusqu'aux années 2000 la production de nouveaux simulants a continué dans des proportions moins importantes dans le monde entier. C'est en 2004, sous l'impulsion du président des États-Unis George W. Bush, qu'une nouvelle demande importante de simulant lunaire est lancée et la supervision des simulants extra-terrestres passe du Centre Spatial Johnson au Centre de vol spatial Marshall (Marshall Space Flight Center, MSFC). L'idée d'un simulant standardisé est proposée par Carter et al., ce qui permettrait d'homogénéiser le besoin au niveau de la production du simulant et de fournir à la communauté scientifique une base invariable sur laquelle expérimenter, ou à partir de laquelle il serait possible de dériver des simulants plus spécifiques pour des besoins expérimentaux particuliers.
La NASA commissionne la production d'un remplaçant au JSC-1, dont le stock est épuisé. Sa copie, le JSC-1A avec ses différentes catégories de finesse, est issue de la même source basaltique et en reproduit donc toutes les caractéristiques chimiques, avec toutes les différences en comparaison au régolithe des maria.
La coopération internationale pour la recherche spatiale a amené avec elle le besoin de standards internationaux, dont notamment, des simulants standardisés. Da manière à ce que les résultats d'expérimentations soient comparables entre les différentes agences spatiales et laboratoires mais aussi qu'ils puissent être partagés sur des bases communes.

## Production
La plupart des simulants ont été demandés par la NASA, dans la perspective d'une mission lunaire longue voire permanente. Dans ce cadre, plus d'une dizaine de simulants ont été développés sur plusieurs années, certains étant épuisés d'autres encore disponibles. Chaque simulant a son propre domaine d'applicabilité.
La production de simulant de régolithe est compliquée par les caractéristiques du régolithe natif à reproduire : la distribution des tailles de particules, leur agglomération et la répartition entre phase cristalline et phase amorphe (verre) sont les principaux obstacles à une production importante de simulant,. Outre les caractéristiques chimiques et granulométriques, selon les applications il peut être nécessaire que le simulant reproduise :
- inclusion de fer à domaine unique (en) dans des blebs de verre,
- minéraux anhydres,
- dommages radiatifs,
- implantations volatiles (le régolithe lunaire contient des ions d'éléments comme l'hydrogène ou l'azote, implantés par les vents solaires),
- des agglutinats, qui sont des petits amas de minéraux, de verre et de roche, agrégés par le verre résultant des impacts micro-météoritiques.

Parmi les particularités du sol lunaire présentant des difficultés à reproduire, la présence de fer métallique sous plusieurs formes est une des plus complexes. Ce fer natif est à la fois d'origine magmatique, après cristallisation du métal dans une atmosphère sans oxygène, et d'origine météoritique : les impacts très énergétiques de micro-météorites créent un dépôt sous phase vapeur de fer nanophasé. Le JSC-1A a été enrichi exprès de nanoparticules de fer pour approcher au mieux le régolithe lunaire pour un coût supplémentaire de production de plusieurs millions de dollars. L'utilité de l'addition de ces nanoparticules, sachant que le basalte utilisé pour le JSC contient naturellement des nanoparticules de Ti-magnetite, est discutable.
Les volumes de simulants à produire sont très différents selon les applications. Dans le cadre de tests d'ingénierie spatiale, il est nécessaire d'avoir de grande quantité de simulant à disposition : les méthodes et machinerie d'excavation, de manutention ou de déplacement devant interagir avec le simulant. JSC-1 a été ainsi mis à disposition au public scientifique général pour des quantités unitaires allant jusqu'à 2 000 livres (907,2 kg) avec des commandes typiques autour de multiples de la tonne, là où MLS-1 était plutôt commandé au kilogramme.

### Implantation d'hélium 3
Pour obtenir un simulant contenant de l'hélium 3 dans des proportions comparables au régolithe, des procédures particulières sont mises en place pour altérer le simulant choisi. L'échantillon de simulant est soumis à une implantation ionique par source plasma (ou PSII pour Plasma Source Ion Implantation) qui permet de reproduire un vent solaire. Après un nettoyage (en) par pulvérisation cathodique d'argon, les atomes 3He sont implantés dans le simulant.
Un test d'implantation d'4He dans de l'ilménite terrestre a montré ainsi que cette technique permet de simuler assez fidèlement la présence d'hélium dans le régolithe lunaire et son dégazage, bien que le simulant préparé de cette manière aura tendance à dégazer l'hélium au même rythme que les échantillons de régolithe mais de manière prématurée ce qui est sans doute dû au fait que le régolithe lunaire a été soumis à des vents solaires sur des périodes bien plus importantes que celles auxquelles les simulants peuvent être soumis.

## Le régolithe lunaire
Parce que les simulants doivent reproduire parfois au plus fidèlement le régolithe lunaire, la minéralogie et chimie du régolithe de base doit être bien connue. Le régolithe lunaire est essentiellement composé de feldspath plagioclase, de pyroxène et d'olivine. Les olivines sur la Lune peuvent couvrir selon les régions tous les minéraux de la forstérite à la fayalite : les maria sont en général riches en fer et donc en fayalite (à raison d'environ 70 % de Fe2SiO4 pour 30 % de Mg2SiO4) mais d'autres régions de la Lune ont des concentrations de près de 95 % de forstérite.
Les plagioclases sont le composant majeur de la croûte lunaire : on retrouve des plagioclases dans les maria et les plateaux lunaires, les plateaux étant essentiellement composés d'anorthite, là où l'on peut trouver de l'anorthite et de la bytownite dans les maria. Ces minéraux se présentent sous la forme de cristaux et de verre diaplectique. Le verre diaplectique est formé non pas par fusion mais par friction à haute pression. C'est un verre dense résultant des impacts météoritiques sur le sol lunaire.

Concentrations relatives des principaux éléments chimiques présents dans le régolithe lunaire.
Comparaison des concentrations relatives selon la zone d'origine du régolithe.

## Propriétés
De tous les simulants lunaires créés depuis les premiers échantillons rapportés par les missions Apollo, tous sauf le MLS-1 montrent une réflectivité dépendante de la longueur d'onde et proche de 0.1 sur la bande spectrale 8-25 µm. Les simulants sont tous particulièrement émissifs à température ambiante ce qui s'explique par leur teneur en verre importante. Le MLS-1 étant assez pauvre en verre, il est peu émissif. Par ailleurs, bien que la réflectivité dans le spectre visible des simulants correspond bien à ce qui est observable — c'est-à-dire une plus grande réflectivité des simulants de régolithe des hauts plateaux lunaires —, l'alpha qui a été mesuré sur les simulants est inférieur à celui des régolithes lunaires. De ce fait, pour les expériences destinées à mesurer l'effet de la poussière lunaire sur les interfaces thermiques, on ne choisit pas le simulant en fonction de la géographie lunaire qu'il est censé simuler mais directement de ses propriétés thermooptiques théoriques.

## Utilisations

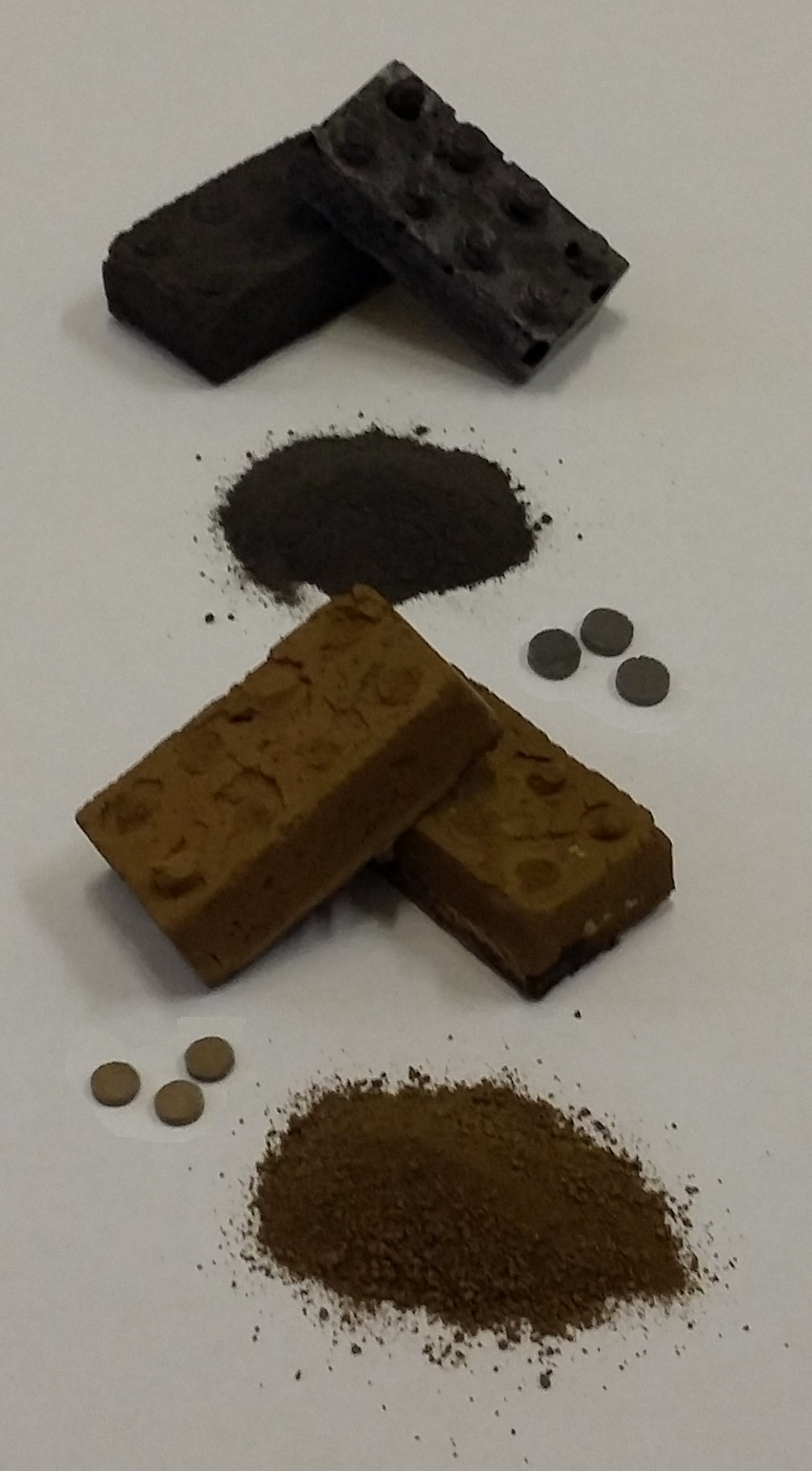
Les géopolymères de régolithe lunaire (CDC-1A) et martien (JSC MARS-1 A) avec leur simulant associé produits produites à l'Université de Birmingham.

Les applications des simulants sont en général destinées à prouver qu'il est possible d'exploiter le régolithe réel d'une manière ou d'une autre. Les sections qui suivent décrivent ces expérimentations réalisées sur du simulant la faisabilité étant quasiment toujours étudiée à l'aide de simulants.

### Ingénierie spatiale
Les applications d'ingénierie spatiale couvrent les vérifications de fonctionnement des équipements sur la Lune. Ces applications incluent donc les déplacements de véhicules, les extractions et opérations de manutention, la résistance des matériaux et particulièrement des joints à la poussière, etc,.

### Toxicologie et poussières
Les études de toxicologie et d'infiltration de poussière dans les équipements se fait avec des simulants dont la granulométrie doit être la plus fine possible. Le JSC-1AF est par exemple utilisé pour ce genre d'applications et de recherches.

### Extraction de ressources
Le domaine de l'extraction de ressources in situ (ERIS) couvre toutes les opérations d'extraction ou de transformation permettant d'exploiter les ressources minéralogiques et chimiques de l'environnement présent pour développer matériaux, industries, etc,,. L'objectif de ces recherches est de rendre toute mission sur la Lune plus pérenne et prolongée grâce à l'utilisation de l'environnement lunaire pour les ressources en oxygène par exemple.
La première ressource à extraire serait l'oxygène du régolithe lunaire— la teneur en oxygène du régolithe qu'il soit mare ou plateau est d'approximativement 45 % —la principale difficulté à surmonter étant de développer deux techniques d'extraction qui soient chacune adaptée aux deux grands types de zones géologiques lunaires. En effet la principale source de dioxyde de titane est contenue dans l'ilménite du régolithe et pourrait être utilisée comme réserve exploitable de dioxygène. Néanmoins l'ilménite n'est véritablement présente que dans les maria qui ne constituent pas l'essentiel de la surface lunaire : l'exploitation de dioxygène doit donc aussi être adaptée aux nombreux plateaux lunaires riches en anorthosite, composée en majorité de plagioclases, de la série albite-anorthite et ne contenant du titane que sous forme de traces.
L'extraction de dioxygène doit donc être testée avec des simulants mare et plateau, dont :
- La composition doit être représentative chimiquement des molécules contenant de l'oxygène,
- La granulométrie doit être représentative du régolithe d'origine en particulier :
  - La répartition des tailles de particules
  - La proportion d'agglutinats
  - La proportion de phase vitreuse

Pour les expériences relatives à l'extraction d'oxygène, les tests doivent donc être menés par exemple en parallèle sur du simulant de la série des JSC1 et sur du simulant de la série des NU-LHT. Les expériences qui ont été menées sur les simulants lunaires ont permis de prouver qu'il est possible de séparer oxygène et métaux du régolithe lunaire au travers de différents procédés chimiques.
La production d'eau in situ a aussi été testée sur des simulants, permettant d'aboutir à un rendement maximal de 0,25 g d'eau pour 20 g d'ilménite et 1 kWh ce qui représente une consommation d'énergie trop importante pour une production sur place et doit être réduite.

### Matériaux de construction
Une réaction d'oxydoréduction utilisant du simulant JSC-1A et de l'aluminium en poudre permet de créer un matériau dur, utilisable pour des structures habitables. Les expériences ont été menées sur des classes de JSC-1A différentes pour déterminer la quantité de poudre d'aluminium à introduire comme réactif dans la raction chimique.
Toutanji et al. ont utilisé le JSC-1 pour créer un simulant de « Lunarcrete », le béton lunaire, à base sulphurique.
Le JSC-1A peut se géopolymériser dans une solution alcaline, formant une matériau dur similaire à du roc,. Des tests réalisés sur ce matériau montrent que la résistance à la compression et à la flexion de ce géopolymère lunaire est comparable à celle des ciments classiques.

### Culture de végétaux et Regenerative Life Support Systems (RLSS)
Dans une expérience destinée à vérifier s'il est possible de faire croître des plantes sur le sol lunaire et martien, des simulants ont été utilisés comme substrat pour plusieurs espèces de plantes. Dans le cas de la Lune, le la série JSC-1 a été choisie comme substrat, la question s'étant posée dès 1994.

## Variétés de simulants
Un inventaire exhaustif a été réalisé en 2010 à la demande de la NASA par un groupe de travail du LEAG (Lunar Exploration Analysis Group) et du CAPTEM (Curation and Analysis Planning Team for Extraterrestrial Materials). La liste a été dressée dans leur rapport de décembre 2010 et rassemble les variétés de simulant suivantes :
| Variété ou Demandeur                            | Dénomination | Sol simulé                                          | Particularité                                                                                          | Utilisation                                         |
| ----------------------------------------------- | ------------ | --------------------------------------------------- | --- | --------------------------------------------------- |
| Minnesota Lunar Simulant                        | MLS-1        | Mare                                                | Haute teneur en ilménite                                                                               | Générique                                           |
| Minnesota Lunar Simulant                        | MLS-1P       | Mare                                                | Haute teneur en titane                                                                                 | Spécifique                                          |
| Minnesota Lunar Simulant                        | MLS-2        | Plateau                                             | Plus de silice que MLS-1 et moins d'oxyde de titane                                                    | Générique, disponible en faible quantité seulement  |
| Arizona Lunar Simulant                          | ALS          | Mare                                                | Basse teneur en titane                                                                                 | Géotechnique                                        |
| Johnson Space Center                            | JSC-1        | Mare                                                | Basse teneur en titane, Ne contient pas d'ilménite, Analogie minéralogique avec le sol lunaire limitée | Générique, Ingénierie                               |
| Johnson Space Center                            | JSC-1AF      | Mare                                                | Basse teneur en titane                                                                                 | Générique                                           |
| Johnson Space Center                            | JSC-1A       | Mare                                                | Basse teneur en titane                                                                                 | Générique                                           |
| Johnson Space Center                            | JSC-1AC      | Mare                                                | Basse teneur en titane                                                                                 | Générique                                           |
| Fuji Japanese Simulant                          | FJS-1        | Mare                                                | Basse teneur en titane                                                                                 |                                                     |
| Fuji Japanese Simulant                          | FJS-2        | Mare                                                | Basse teneur en titane                                                                                 |                                                     |
| Fuji Japanese Simulant                          | FJS-3        | Mare                                                | Haute teneur en titane                                                                                 |                                                     |
| MSFC                                            | MKS-1        | Mare                                                | Basse teneur en titane                                                                                 | Inconnu                                             |
| EVC/NORCAT et l'Université du Nouveau-Brunswick | OB-1         | Plateau                                             | OB est l'abréviation d'Olivine-Bytownite                                                               | Géotechnique, générique                             |
|                                                 | CHENOBI      | Plateau                                             | | Géotechnique                                        |
| Chinese Academy of Science                      | CAS-1        | Mare                                                | Basse teneur en titane                                                                                 | Générique                                           |
| Goddard Space Center                            | GCA-1        | Mare                                                | Basse teneur en titane                                                                                 | Géotechnique                                        |
| NASA/USGS-Lunar Highlands Stoeser               | NU-LHT-1M    | Plateau                                             | sol anorthositique                                                                                     | Générique                                           |
| NASA/USGS-Lunar Highlands Stoeser               | NU-LHT-2M    | Plateau                                             | sol anorthositique                                                                                     | Générique                                           |
| NASA/USGS-Lunar Highlands Stoeser               | NU-LHT-2C    | Plateau                                             | sol anorthositique                                                                                     | Générique                                           |
| NASA/USGS-Lunar Highlands Stoeser               | NU-LHT-1D    | Plateau                                             | sol anorthositique                                                                                     | Générique                                           |
| Oshima Base Simulant                            |              | Mare                                                | Haute teneur en titane                                                                                 | Générique                                           |
| Kohyama Base Simulant                           |              | Mare et plateau                                     | Composition intermédiaire                                                                              |                                                     |
|                                                 | NAO-1        | Plateau                                             | | Générique                                           |
| Chinese Lunar Reg. Sim.[Quoi ?]                 | CLRS-1       | Mare                                                | Basse teneur en titane                                                                                 |                                                     |
| Chinese Lunar Reg. Sim.[Quoi ?]                 | CLRS-2       | Mare                                                | Haute teneur en titane                                                                                 |                                                     |
| Chinese Academy of Science                      | CUG-1        | Mare                                                | Basse teneur en titane                                                                                 | Géotechnique                                        |
| Glenn Research Center                           | GRC-1 à 3    | Géotechnique : simulant pour mobilité des véhicules | Géotechnique : simulant pour mobilité des véhicules                                                    | Géotechnique : simulant pour mobilité des véhicules |
| Tongji University                               | TJ-1         | Mare                                                | Basse teneur en titane                                                                                 | Géotechnique                                        |
| Tongji University                               | TJ-2         |                                                     | |                                                     |
| Koh Lunar Simulant                              | KOHLS-1      | Mare                                                | Basse teneur en titane                                                                                 | Géotechnique                                        |
| Black Point                                     | BP-1         | Mare                                                | Basse teneur en titane                                                                                 | Géotechnique                                        |
| Colorado School of Mines-Colorado Lava          | CSM-CL       |                                                     | | Géotechnique                                        |

### JSC-1A
Le simulant le plus commun est la série JSC-1A. Les simulants notés JSC ont été développés conjointement par la NASA et le Centre spatial Johnson dont ils tirent leur nom (JSC pour Johnson Space Center).
En 2005, la NASA a sous-traité à l'Orbital Technologies Corporation (ORBITEC) la confection d'un second lot de simulant, le stock de JSC-1 étant épuisé. Ce simulant est réparti en trois catégories de finesse, :
- JSC-1AF, (F pour fine, fin en anglais), un régolithe dont les particules font 24,89 µm de taille moyenne, la plupart ayant une taille comprise entre 5 µm et 46 µm[30]
- JSC-1A, censé être une reproduction de JSC-1, est un régolithe dont la plupart des particules ont une taille comprise entre 19 µm et 550 µm[30]
- JSC-1AC, (C pour coarse, grossier en anglais), a une distribution de taille de particule allant des plus fines à 5 mm

La NASA a reçu quatorze tonnes de JSC-1A, et une tonne chacune d'AF et d'AC en 2006. Un autre lot de quinze tonnes de JSC-1A et 100 kg de JSC-1AF ont été produits par ORBITEC pour la vente commerciale. Huit tonnes de JSC‐1A commercialisable est disponible en la location à la journée à l'Autorité Spatiale de Californie.

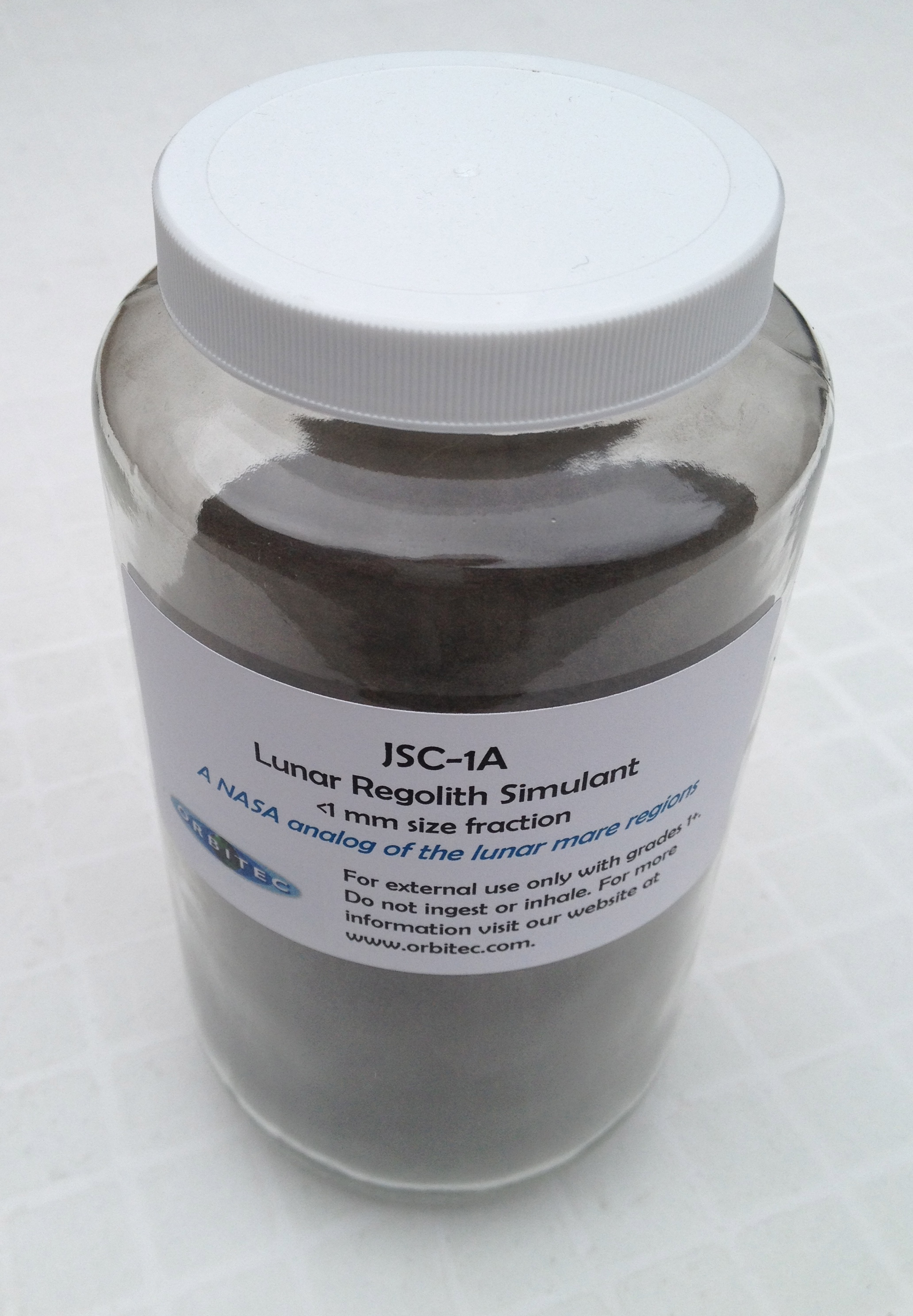
1 kg pot de simulant JSC-1A.
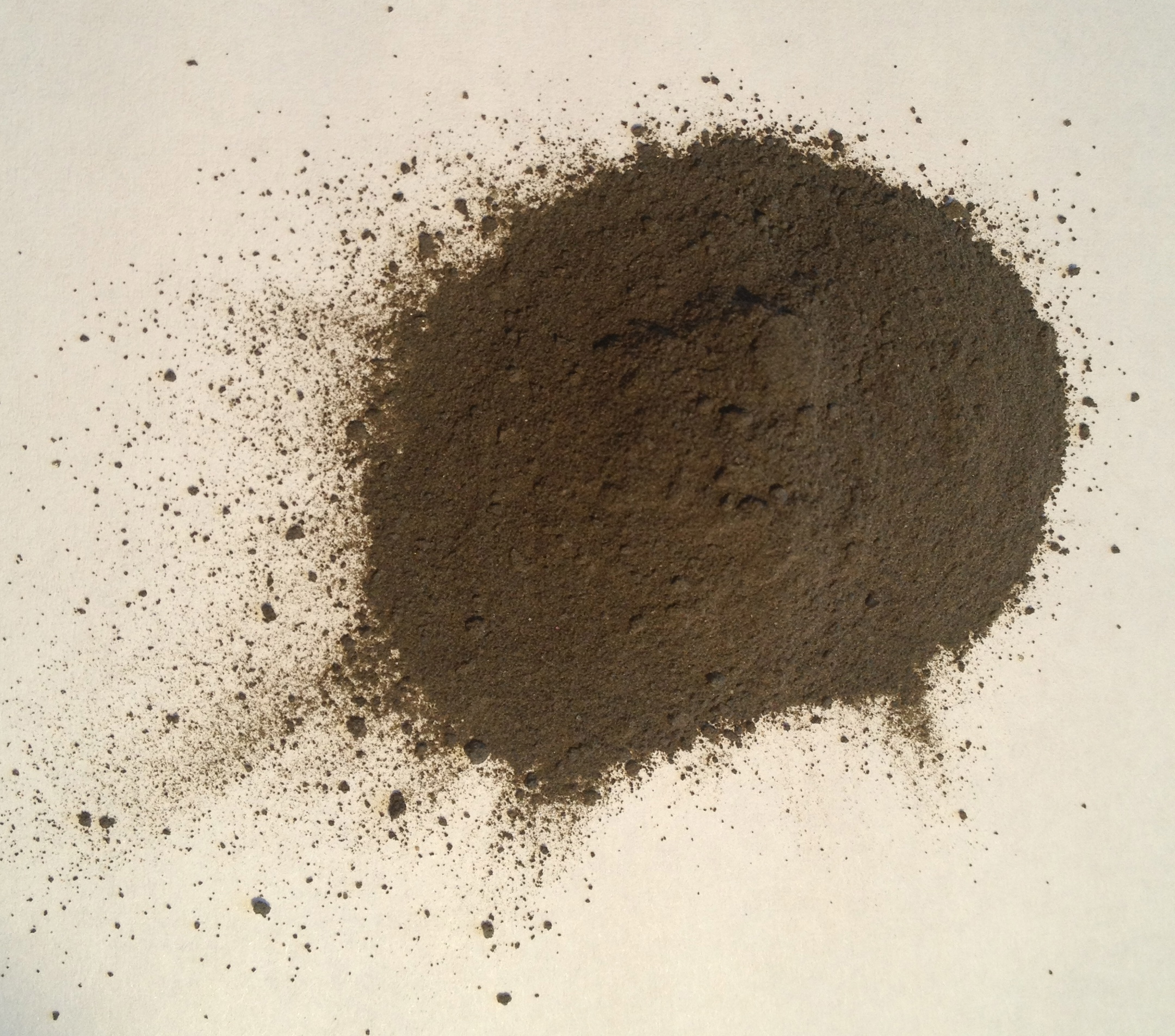
Environ 5 mL de JSC-1A.
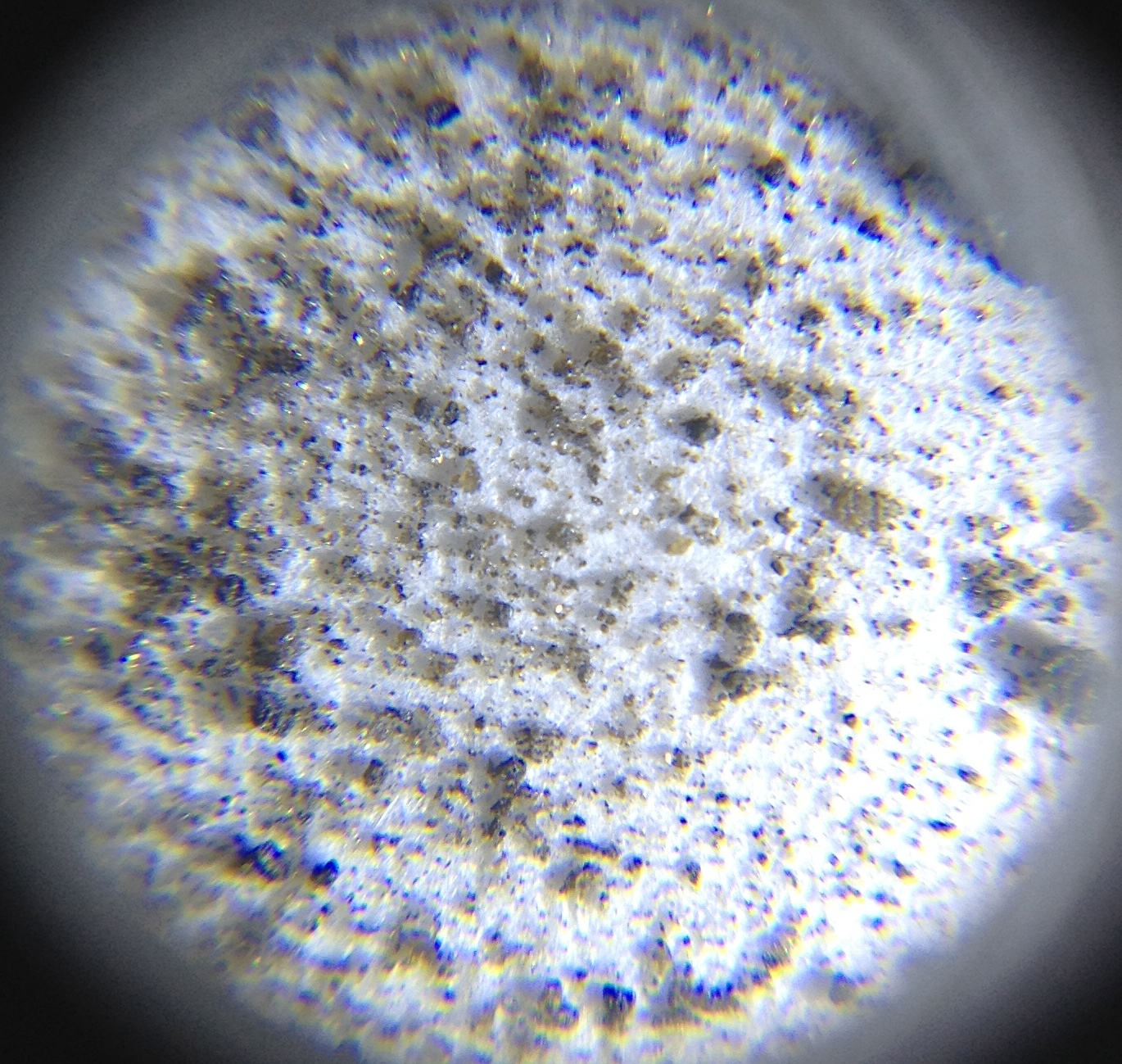
JSC-1A grossit 60X.